# Добриха
Добри́ха — река в России, протекает в Антроповском и Кадыйском районах Костромской области. Устье реки находится в 23 км по левому берегу реки Кусь. Длина реки составляет 10 км, площадь водосборного бассейна 38,3 км².
Исток реки у деревни Черново в 38 км к юго-западу от посёлка Антропово. Река течёт на юго-восток, протекает нежилые деревни Ивонино и Родино, а также деревни Степурино и Заречье. Впадает в Кусь у деревни Григорово.

## Данные водного реестра
По данным государственного водного реестра России относится к Верхневолжскому бассейновому округу, водохозяйственный участок реки — Волга от города Кострома до Горьковского гидроузла (Горьковское водохранилище), без реки Унжа, речной подбассейн реки — Волга ниже Рыбинского водохранилища до впадения Оки. Речной бассейн реки — (Верхняя) Волга до Куйбышевского водохранилища (без бассейна Оки).
По данным геоинформационной системы водохозяйственного районирования территории РФ, подготовленной Федеральным агентством водных ресурсов:
- Код водного объекта в государственном водном реестре — 08010300412110000014091
- Код по гидрологической изученности (ГИ) — 110001409
- Код бассейна — 08.01.03.004
- Номер тома по ГИ — 10
- Выпуск по ГИ — 0